# Condado de Monterrey

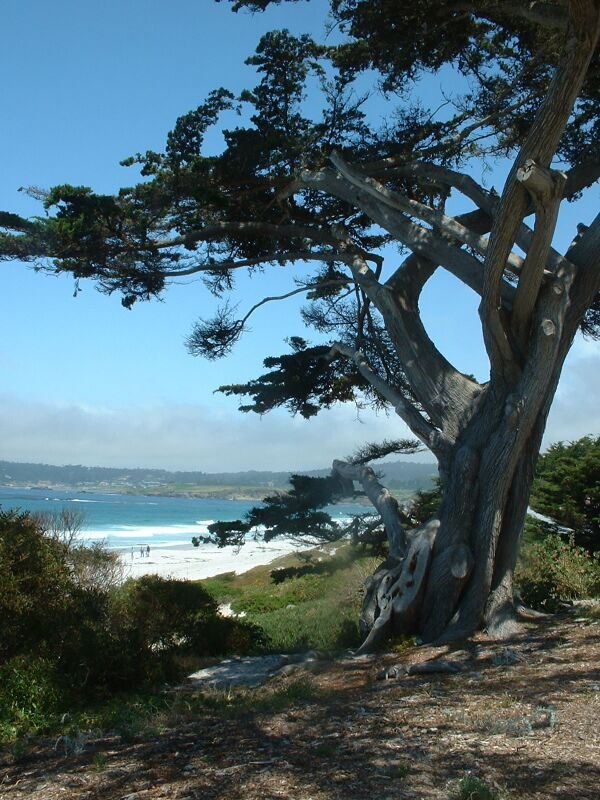
Carmel

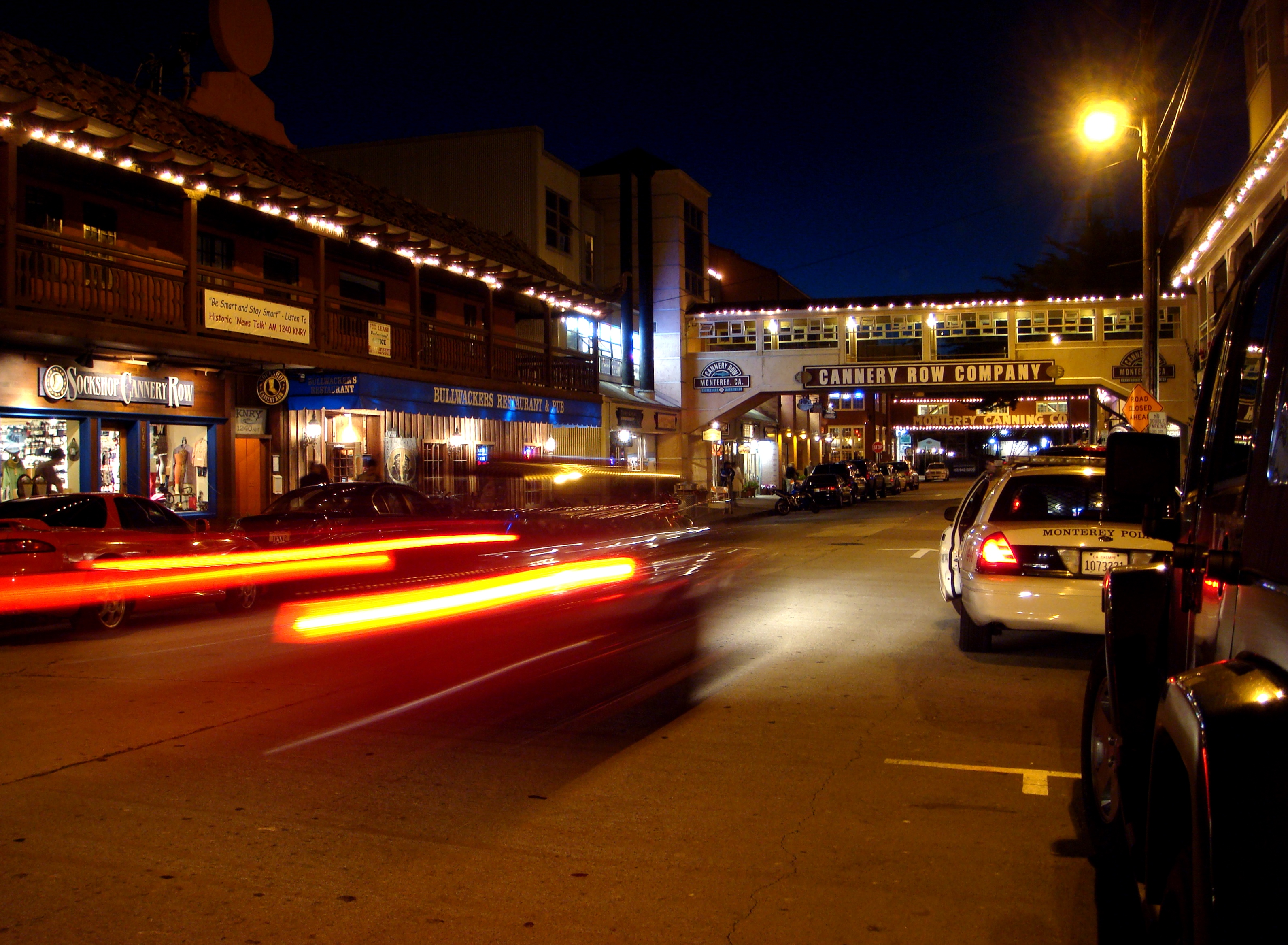
Centro de la ciudad de Monterrey

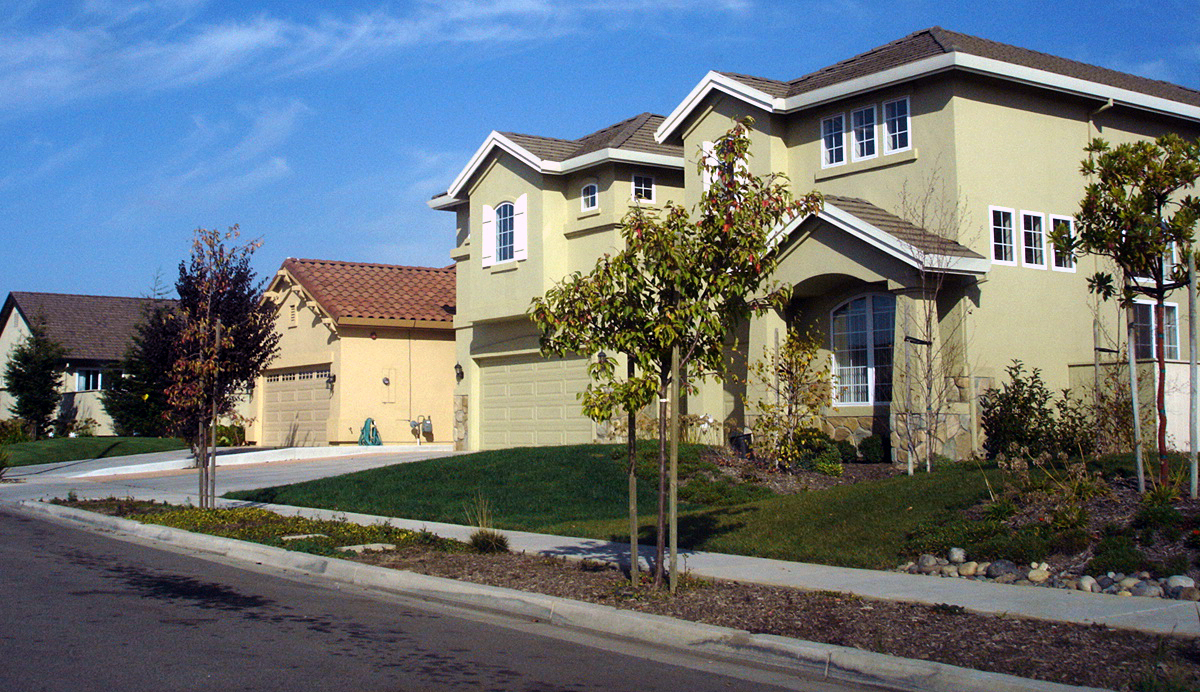
Barrio residencial, Harden Ranch, Salinas

El condado de Monterrey  (en inglés: Monterey County) es un condado localizado en la costa del Pacífico del estado de California, su parte noroeste forma la mitad sur de la bahía de Monterrey. La mitad del norte de la bahía se encuentra en el condado de Santa Cruz. Según el censo del año 2000, la población era de 401 762 habitantes. La sede del condado es Salinas. El condado de Monterrey es uno de los miembros de la agencia de gobierno regional, "Association of Monterey Bay Area Governments".
La ciudad de Monterrey era la capital de California bajo administración española y mexicana. La economía se basaba sobre todo en el turismo en las regiones costeras, y la agricultura en Valle del Río Salinas. La mayoría de la gente del condado vive cerca de la costa y del Valle Salinas, mientras que la costa meridional y las regiones interiores de la montaña están casi desprovistas de población humana.

## Historia
El condado de Monterrey era uno de los condados originales de California, creados en 1850 al mismo tiempo que el estado. Las partes del condado fueron cedidas al condado de San Benito en 1874.
El nombre del condado se derivó del de la bahía de Monterrey. La palabra, en sí misma, se compone de las palabras españolas "monte" y "rey", que significa literalmente la "colina" del "rey". La bahía fue nombrada por Sebastián Vizcaíno en 1602, en honor de Gaspar de Zúñiga y Acevedo, V conde de Monterrey, virrey de Nueva España.
Del 24 al 29 de noviembre de 1818 esta ciudad fue ocupada por fuerzas argentinas al mando del Capitán Hipólito Bouchard, quien estaba realizando una campaña por los mares del mundo contra el comercio realista español, en el marco de la Guerra de la Independencia Americana. La fuerza estaba constituida por la corbeta Santa Rosa y la fragata La Argentina.

## Geografía
Según la oficina del censo de los Estados Unidos, el condado tiene un área total de 9767 km² (3771 millas cuadradas) de los cuales 8604 km² (3322 millas cuadradas) son tierra y 1163 km² (449 millas cuadradas, el 11.91 %) es agua. El condado tiene la misma área de tierra que el estado de Nueva Jersey.

### Condados adyacentes
- Condado de San Luis Obispo - sur
- Condado de Kings - sureste
- Condado de Fresno - sureste
- Condado de San Benito - este
- Condado de Santa Cruz - norte

### Localidades

#### Ciudades
Carmel-by-the-Sea |
Del Rey Oaks |
Gonzales |
Greenfield |
King City |
Marina |
Monterrey |
Pacific Grove |
Salinas |
Sand City |
Seaside |
Soledad 

### Lugares designados por el censo
Aromas† |
Boronda |
Bradley |
Carmel Valley Village |
Castroville |
Chualar |
Del Monte Forest |
Elkhorn |
Las Lomas |
Moss Landing |
Pájaro |
Pine Canyon |
Prunedale |
San Ardo |
San Lucas |
Spreckels 

### Otras comunidades no incorporadas
Ambler Park |
Blanco |
Bolsa Knolls |
Bryson |
Camphora |
Carmel Highlands |
Coburn |
Confederate Corners |
Cooper |
Corral de Tierra |
Dean |
Del Monte |
East Garrison |
Elsa |
Fort Romie |
Gabilan Acres |
Gorda |
Harlem |
Jamesburg |
Jolon |
Lockwood |
Lonoak |
Lucia |
Martinus Corner |
Metz |
Molus |
Moss |
Nacimiento |
Nashua |
Natividad |
Neponset |
Notleys Landing |
Oak Hills |
Old Hilltown |
Pacific Grove Acres |
Parkfield |
Pebble Beach |
Penvir |
Plaskett |
Pleyto |
Posts |
Robles Del Río |
San Benancio |
Santa Rita |
Slates Hot Springs |
Spence |
Spreckels Junction |
Sycamore Flat |
Tassajara Hot Springs |
Valleton |
Watsonville Junction |
Welby |
Wunpost 

### Otras localidades
- Big Sur incluye las áreas de Luciano y Gorda
- Laguna Seca Ranch
- Fort Ord decomisado en 1990, y parte del reconvertido en la "California State University, Monterey Bay"
- Naval Postgraduate School
- Presidio of Monterey, sede del Defense Language Institute y uno de los tres presidios en California
- Jacks Peak Park, incluye el punto más alto de la Península de Monterrey

## Demografía
En el censo de 2000, había 401 762 personas, 121 236 hogares y 87 896 familias residiendo en el condado. La densidad poblacional era de 47 personas por km². En el 2000 había 131 708 unidades habitacionales en una densidad de 15 por km². La demografía del condado era de 55.92 % blancos, 3.75 % afroamericanos, 1.05 % amerindios, 6.03 % asiáticos, 0.45 % isleños del Pacífico, 27.82 % de otras razas y 4.98 % de dos o más razas. 46.79 % de la población era de origen hispano o latino de cualquier raza.
Según la Oficina del Censo en 2008 los ingresos medios por hogar en el condado eran de 59 140 $, y los ingresos medios por familia eran 63 804 $. Los hombres tenían unos ingresos medios de 38 444 $ frente a los 30 036 $ para las mujeres. La renta per cápita para la localidad era de 25 695 $. Alrededor del 13.5 % de la población estaban por debajo del umbral de pobreza.

## Transportes e infraestructuras

### Mayores autovías
- U.S. Route 101
- Ruta Estatal de California 1
- Ruta Estatal de California 25
- Ruta Estatal de California 68
- Ruta Estatal de California 146
- Ruta Estatal de California 156
- Ruta Estatal de California 183
- Ruta Estatal de California 198

### Transporte público
El condado de Monterrey tiene servicio de tren por la compañía de trenes Amtrak y autobuses por la Línea Greyhound.
Monterey-Salinas Transit (MST), provee servicio a través de la mayoría del condado de Monterrey, con autobuses a Big Sur y King City además de a Monterrey, Salinas y Carmel. MST también presta servicio a San Jose.

### Aeropuertos
- Aeropuerto Monterey Península está situado al este de la ciudad de Monterrey. Tiene disponibles vuelos comerciales.

## Política
| Año  | DEM          | GOP          | Otros        |
| ---- | ------------ | ------------ | ------------ |
| 2004 | 60.4% 75,241 | 38.4% 47,838 | 1.2% 1,574   |
| 2000 | 57.5% 67,618 | 37.2% 43,761 | 5.2% 6,155   |
| 1996 | 53.2% 57,700 | 36.7% 39,794 | 10.2% 11,064 |
| 1992 | 47.0% 54,861 | 31.3% 36,461 | 21.7% 25,367 |
| 1988 | 48.8% 48,998 | 49.8% 50,022 | 1.4% 1,361   |
| 1984 | 41.8% 40,733 | 57.2% 55,710 | 1.0% 1,027   |
| 1980 | 33.5% 29,086 | 54.7% 47,452 | 11.8% 10,256 |
| 1976 | 46.0% 36,849 | 51.0% 40,896 | 3.0% 2,408   |
| 1972 | 39.5% 32,545 | 57.0% 47,004 | 3.5% 2,859   |
| 1968 | 42.1% 28,261 | 50.2% 33,670 | 7.7% 5,193   |
| 1964 | 61.8% 40,093 | 37.9% 24,579 | 0.3% 172     |
| 1960 | 43.4% 25,805 | 56.3% 33,428 | 0.3% 130     |

## Medioambiente

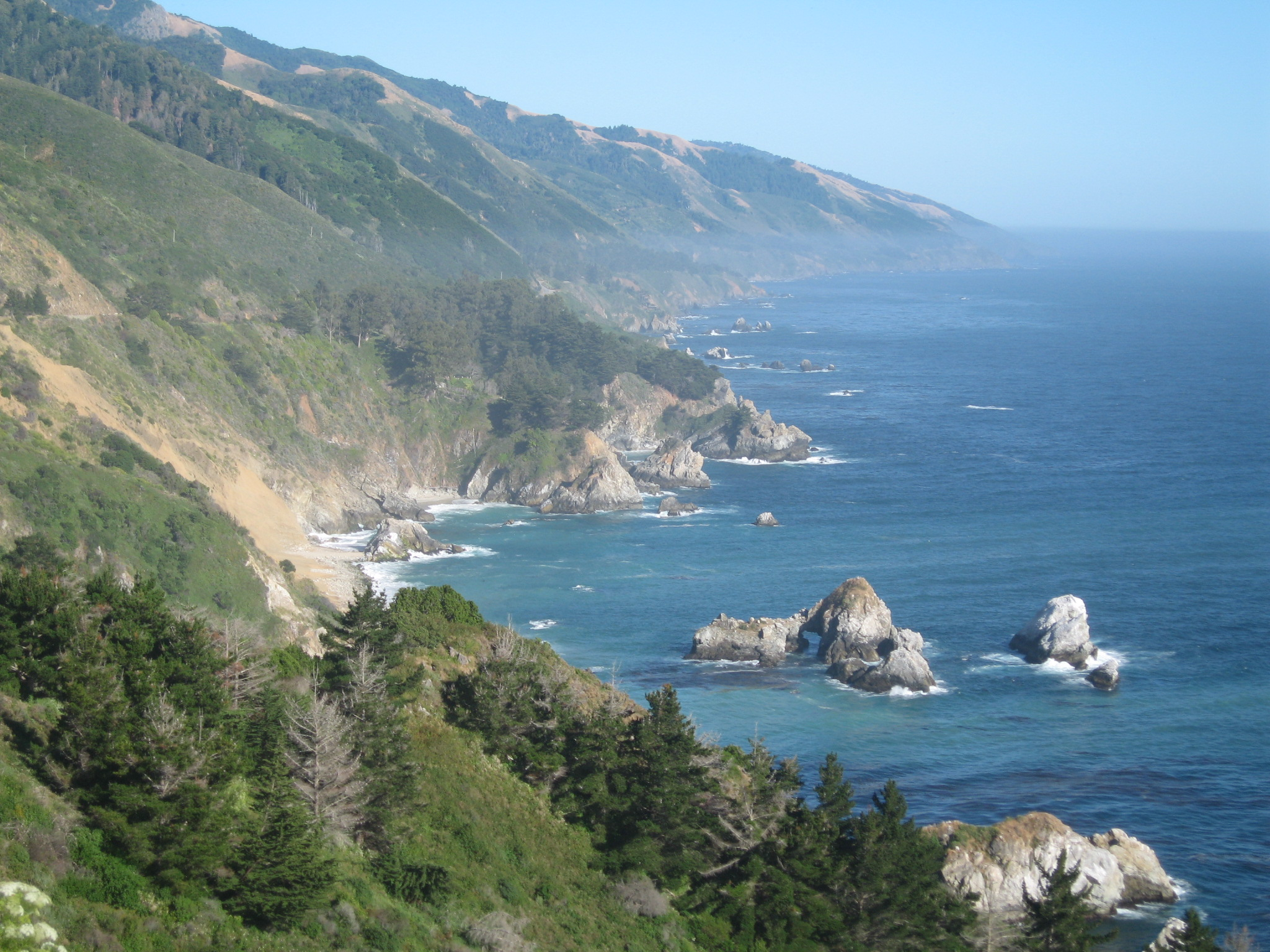
El centro de la línea de costa del condado con los "McWay Rocks" en el fondo.

El Condado de Monterrey es el hábitat de las siguientes especies amenazadas:
- Hickman's potentilla
- Santa Cruz Long-toed Salamander
- Santa Cruz Tarweed
- Yadon's piperia